# مايكل موروني
مايكل جريجوري موروني (من مواليد 30 سبتمبر 1939) كان أستاذًا للتاريخ في جامعة كاليفورنيا في لوس أنجلوس منذ عام 1974، وله اهتمامات بتاريخ الشرق الأدنى القديم والإسلامي.
وُلِد موروني عام 1939 في ساكرامنتو ونشأ في ألاسكا. حصل على درجة البكالوريوس في لغات الشرق الأدنى من جامعة كاليفورنيا، بيركلي، ودرجة الماجستير في الدراسات الإسلامية والدكتوراه (1972) في التاريخ من جامعة كاليفورنيا، لوس أنجلوس. كانت أطروحته، التي أشرف عليها في الأصل غوستاف فون جرونيبوم، تتناول تاريخ بلاد ما بين النهرين بعد الفتوحات الإسلامية. وقد نشرت الرسالة المحررة فيما بعد تحت عنوان العراق بعد الفتح الإسلامي. وبعد وفاة فون جرونيباوم، أشرفت نيكي كدي على أطروحته. بالإضافة إلى هؤلاء العلماء، عمل موروني أيضًا مع والتر برونو هينينج.
تركز أبحاث موروني بشكل رئيسي على التاريخ الاقتصادي للشرق الأدنى وشمال أفريقيا وشبه الجزيرة الإيبيرية الإسلامية. وقد كتب العديد من المقالات حول هذا الموضوع ويعتبر أحد الخبراء في التاريخ الاجتماعي والاقتصادي للمنطقة في فترة ما قبل الحداثة.
ومن بين العلماء الذين خدمهم موروني في اللجان الاستشارية لنيل درجة الدكتوراه دانيال سي بيترسون، وفينسنت كورنيل، وقمر الهدى، ومحمود إبراهيم، وتورج دريايي.